# Palais Hardenberg

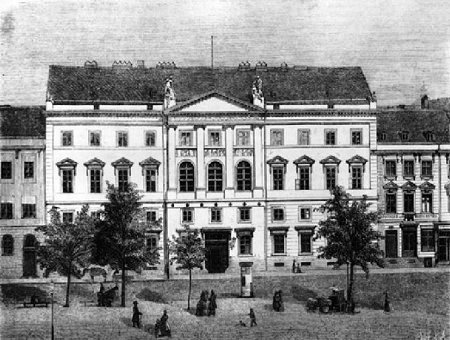
Palais Hardenberg, 1868

Das Palais Hardenberg  war ein Gebäude in der Berliner Friedrichstadt, das sich am Dönhoffplatz in der Leipziger Straße 75 (heute: Nr. 55 im Ortsteil Mitte) befand. Das Gebäude wurde so benannt, weil dort der preußische Staatskanzler Fürst von Hardenberg seinen Wohn- und Arbeitssitz hatte. Es hatte in den über 100 Jahren seines Bestehens eine wechselvolle Geschichte.
Erbaut wurde es von 1774 bis 1776 durch Georg Christian Unger als Immediatbau, also auf königliche Kosten, für den Grafen von Schwerin. 1800 wurde es vom Freiherrn von Eckardstein erworben und 1804 an den Geheimen Staatsrat (den späteren Staatskanzler) von Hardenberg verkauft, der es aufstocken und modernisieren ließ. Bereits 1809 war das Gebäude durch die Preußische Seehandlung übernommen worden, und 1819 erfolgte die Übernahme durch den Fiskus. Hardenberg konnte aber bis zu seinem Tode im Jahr 1822 dort wohnen.
In den Jahren 1848–1849 wurde das Gebäude nach Plänen des preußischen Baurates Georg Heinrich Bürde zur Nutzung durch den Preußischen Landtag umgebaut. Da es nur aus einem Vorderhaus an der Straße und einer Remise zum Garten bestand, wurde im Garten der Versammlungsraum geschaffen. Der Plenarsaal war rechteckig und das Rednerpult stand in der Mitte. Die Abgeordneten saßen sich gegenüber. Am 26. Februar 1849 fand dann die erste Sitzung der Zweiten Kammer des Preußischen Landtages statt. Nach einem Brand im Gebäude der Ersten Kammer tagte diese ebenfalls kurzzeitig im Palais Hardenberg – insgesamt viermal. Die Zweite Kammer wurde dann am 30. März 1855 in Haus der Abgeordneten umbenannt. Da das Gebäude bald zu klein war, erfolgte 1867 eine Erweiterung durch Hermann Blankenstein. Vom April 1868 bis zum Mai 1870 tagte auch das Zollparlament dort. Nach der Gründung des Deutschen Reiches diente das Gebäude vom 21. März bis zum 12. Juni 1871 auch als Tagungsort für den neuen Deutschen Reichstag, der aber kurz darauf in der Leipziger Straße 4 einen provisorischen Tagungsort einrichtete – für 23 Jahre. In den Jahren 1872 und 1874–1875 erfolgten weitere Umbauten des Sitzungssaales. Ab 1899 tagte das Abgeordnetenhaus im Neubau des Landtags in der Prinz-Albrecht-Straße. Daraufhin diente das Palais Hardenberg von 1899 bis 1904 als Sitz des Preußischen Herrenhauses.
An der Stelle des 1905 vom Fiskus verkauften Palais entstand ein Geschäftshaus, das den Zweiten Weltkrieg nicht überdauerte.